# Station Lipinki Łużyckie
Station Lipinki Łużyckie is een spoorwegstation in de Poolse plaats Lipinki Łużyckie.